# Hentziectypus globosus
Hentziectypus globosus là một loài nhện trong họ Theridiidae.
Loài này thuộc chi Hentziectypus. Hentziectypus globosus được Nicholas Marcellus Hentz miêu tả năm 1850.